# ديف كيارني
ديف كيارني (بالإنجليزية: David Kearney)‏ هو لاعب اتحاد الرغبي أيرلندي، ولد في 19 يوليو 1989 في دبلن في جمهورية أيرلندا.

## وصلات خارجية
- ديف كيارني عل موقع إسبنسكروم (الإنجليزية)
- ديف كيارني على موقع ItsRugby.co.uk (الإنجليزية)